# Trybalizm

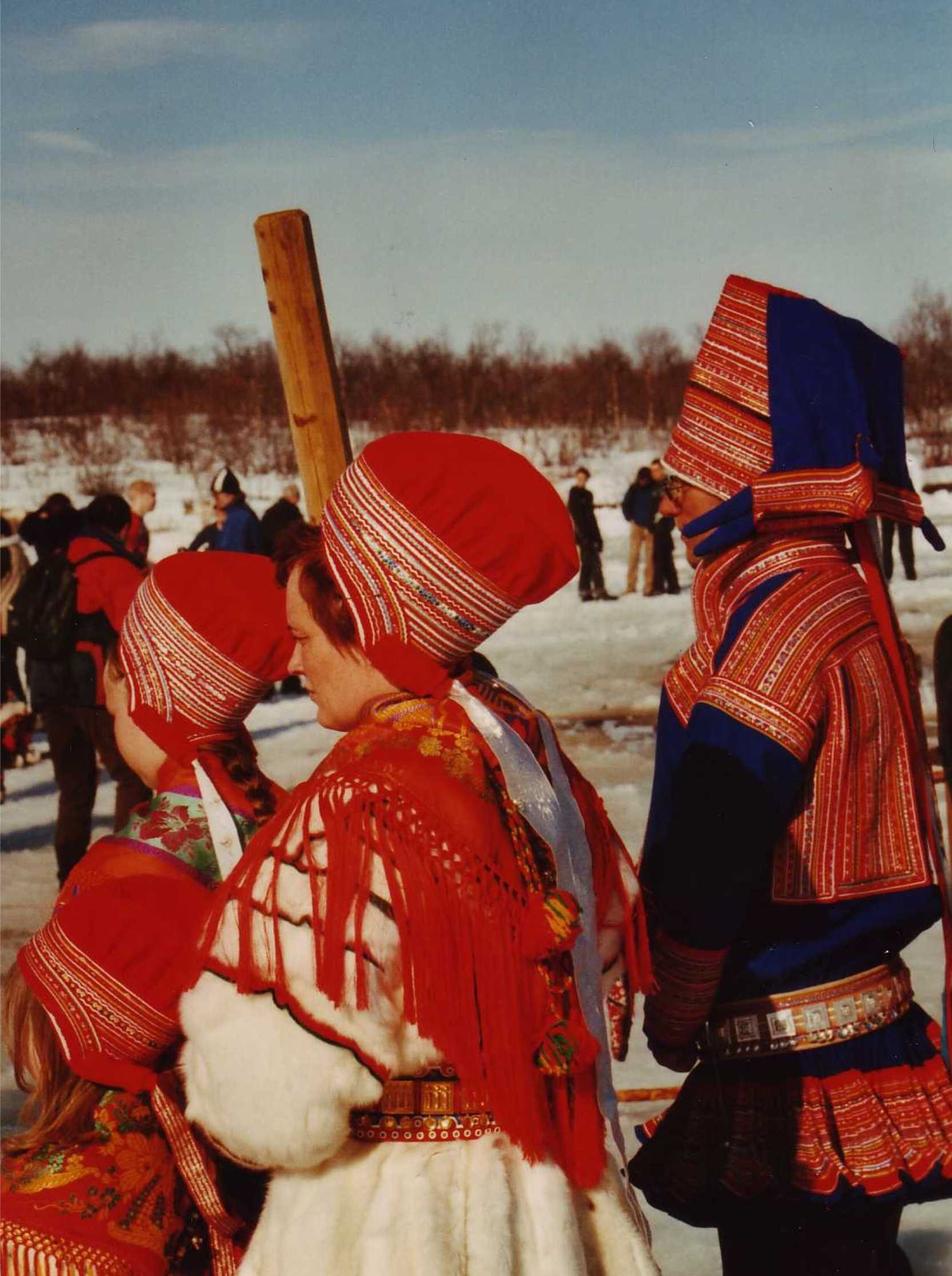
Saamowie w tradycyjnych strojach (Laponia, 2005)

Trybalizm, inaczej plemienność – idea dążąca do utrzymania się plemiennej struktury społeczeństwa pozbawionego scentralizowanej władzy, jednocześnie idea jest przeciwna kształtowaniu się narodów. Trybalizm może akceptować współczesne aspekty życia oraz czynności, jak np. praktykowanie religii abrahamowych, edukację, komunikację mobilną oraz wymianę walut . Wykazuje również cechy podobne do nacjonalizmu oraz sprzeczne z islamem.

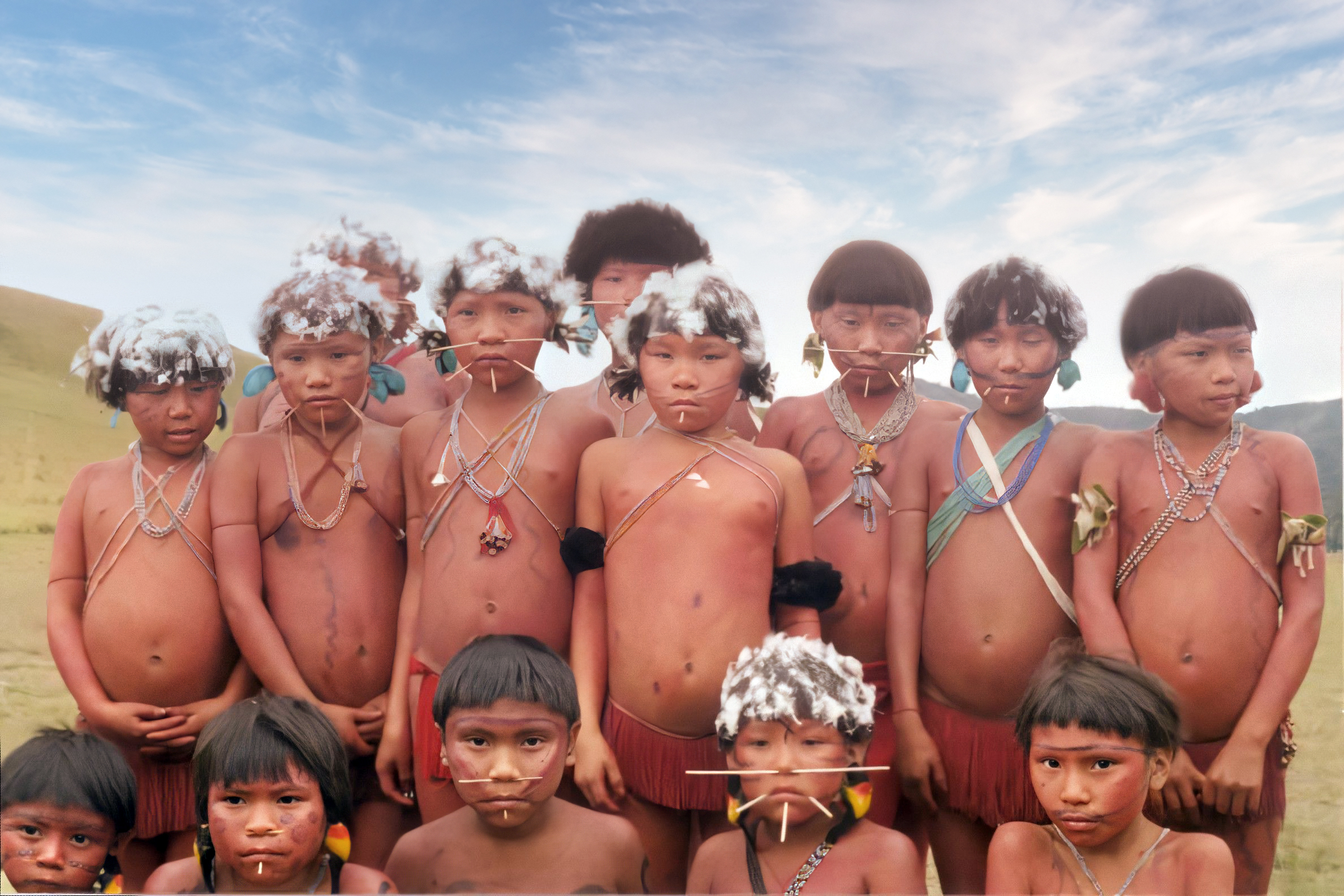
Dzieci z plemienia Janomamów zamieszkujące wenezuelski stan Amazonas (2007)

W XX wieku trybalizm był zauważalny na terenie Kazachstanu, jednak kazachscy intelektualiści proponowali porzucenie tej idei na rzecz nacjonalizmu; po rozpadzie Związku Radzieckiego i uzyskaniu przez Kazachstan niepodległości, ze względu na wzrost współczynnika urbanizacji i na zachodzące wówczas reformy gospodarcze, trybalizm w tym regionie zanikł   . Chociaż podział plemienny prawie całkowicie zanikł na świecie, wciąż występują jego aspekty, takie jak odrębny język, kultura bądź pochodzenie.

## Struktura społeczna
Członkowie plemienia mają silną tożsamość kulturową i etniczną, a hierarchia społeczna rzadko w nich występuje. Członkowie plemienia często w swoich językach nazywają się ludem (przykładowo nazwa plemienia Inuitów w ich języku oznacza słowo ludzie).

## Plemię w antropologii
W antropologii termin plemienia nigdy nie został jednoznacznie zdefiniowany, jednak jest zgoda w kwestii nazewnictwa społeczeństw plemiennych; część z nich zalicza się do koczowników, jednak inne prowadzą osiadły tryb życia na stale zamieszkiwanym przez nich terytorium.
Plemię jako termin antropologiczny zaczął tracić popularność w połowie XX wieku, gdyż zaczął być utożsamiany z kolonializmem.

## Koncepcja ewolucji
Trybalizm ma bardzo adaptacyjny wpływ na ewolucję człowieka oraz pomaga powstrzymać jednostkę przed odejściem od swojego plemienia lub dołączeniem do innego.
Brytyjski psycholog i profesor Uniwersytetu w Liverpoolu Robin Dunbar przeprowadził badania, w których stwierdził, że wielkość grupy społecznej jest zależna od rozmiaru mózgu naczelnych ssaków, oraz że człowiek może utrzymywać trwałe więzi z około 150 osobami; to zjawisko jest znane jako liczba Dunbara . Z kolei antropolodzy Russell Bernard i Peter Killworth przeprowadzili w Stanach Zjednoczonych podobne badania, gdzie liczba wyniosła 290.

## Krytyka
Termin trybalizmu został skrytykowany przez Aidana Southalla, który nazywał go "narzędziem kolonializmu" ; ten termin był jednak używany przez europejskich kolonizatorów w odniesieniu do ruchów narodowo-wyzwoleńczych, szczególnie w Afryce.
W kwietniu 2021 roku w czasopiśmie „Journal of Hospital Medicine” miał ukazać się artykuł pt. Tribalism: The Good, The Bad, and The Future (pol. Trybalizm: dobro, zło i przyszłość); został jednak wycofany z powodu protestów czytelników w sprawie używania terminów plemię i plemienność. Artykuł został jednak opublikowany pod inną nazwą, a redaktor naczelny czasopisma wystosował oficjalne przeprosiny.